# BMW Série 7 (F01)
La BMW Série 7 (F01) est une routière de BMW. Annoncée le 15 novembre 2008, elle a remplacé le modèle de berline de luxe E65 qui était en production depuis 2001.
Les modèles à empattement allongé (+140 mm) ont leur propre code de désignation interne, F02, et ils ont un L marqué dans la désignation de vente.
À l'automne 2015, la BMW F01 a été remplacée par la nouvelle gamme G11, présentée le 10 juin 2015. La G11 est la première BMW construite sur la nouvelle plate-forme modulaire 35up.

## Historique du modèle

### Général
La gamme a été présentée à la presse à Munich le 3 juillet 2008. Le modèle a eu sa première officielle en salon en octobre 2008 au Mondial de l'Automobile de Paris.
Le design de la Série 7 de cinquième génération reprend des éléments des deux modèles précédents, les E38 et E65, et de l'étude Concept CS présentée en 2007. Le coffre, dont le couvercle ne semble pas être directement attaché comme sur la prédécesseure, peut contenir 500 litres.

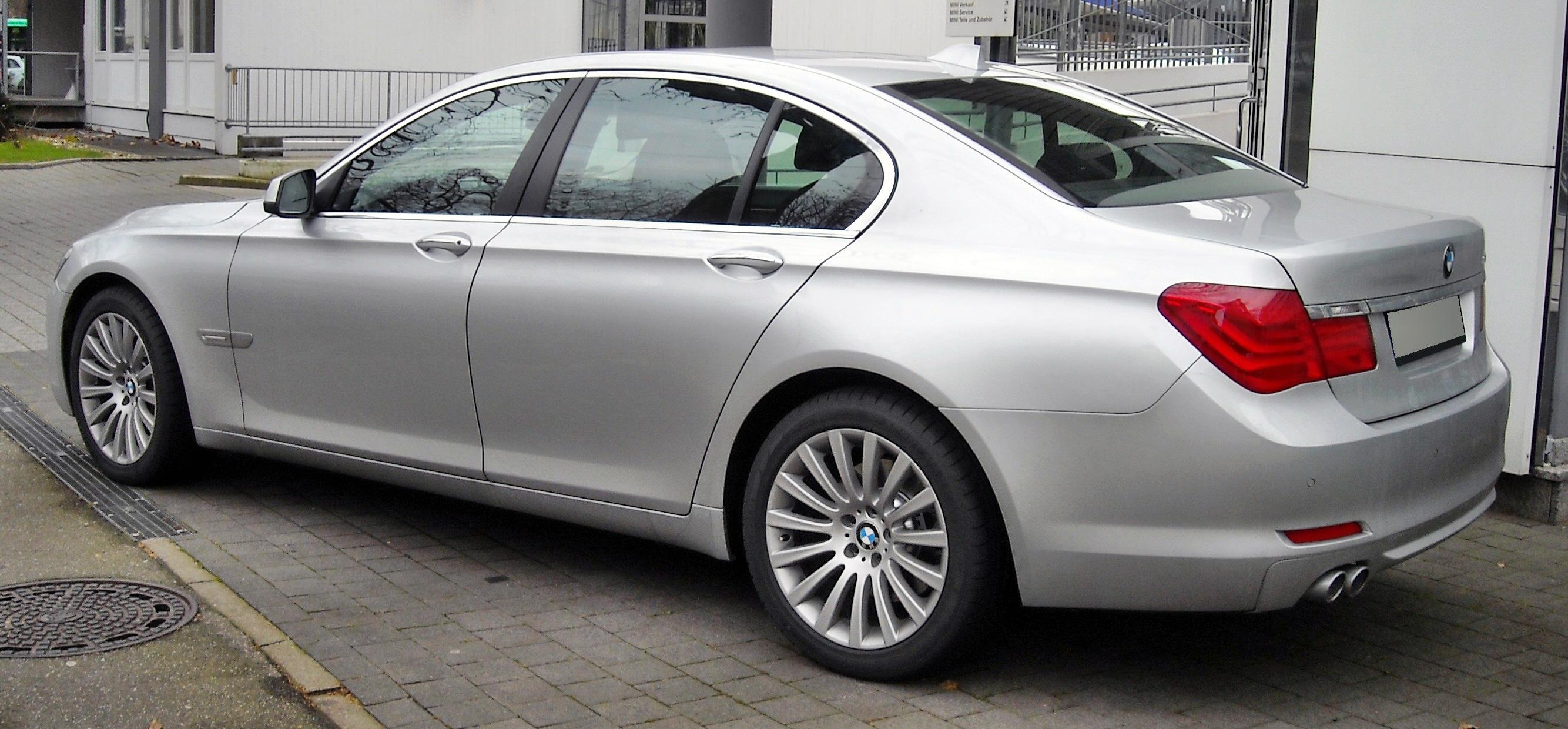
Vue arrière
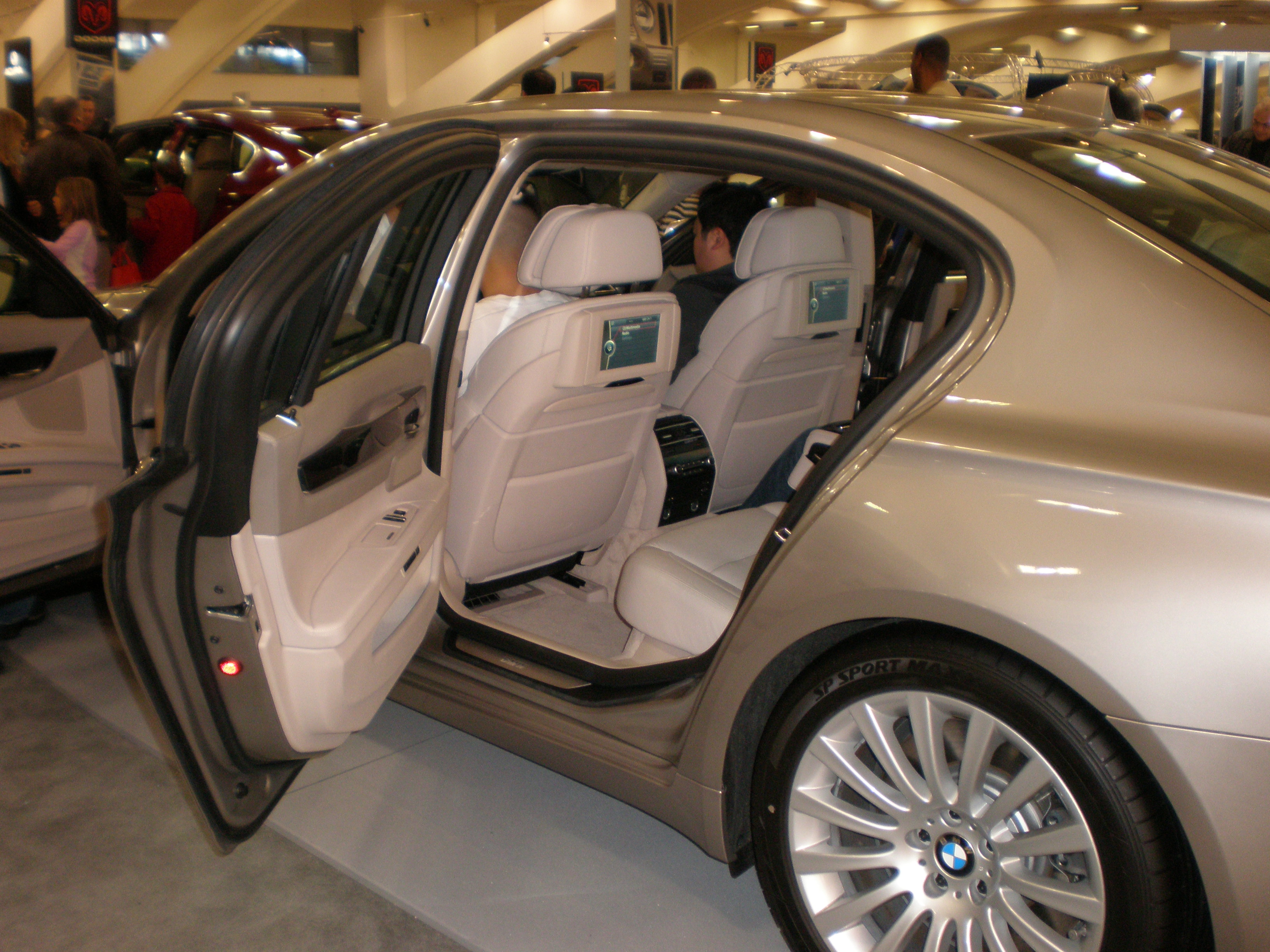
Intérieur arrière
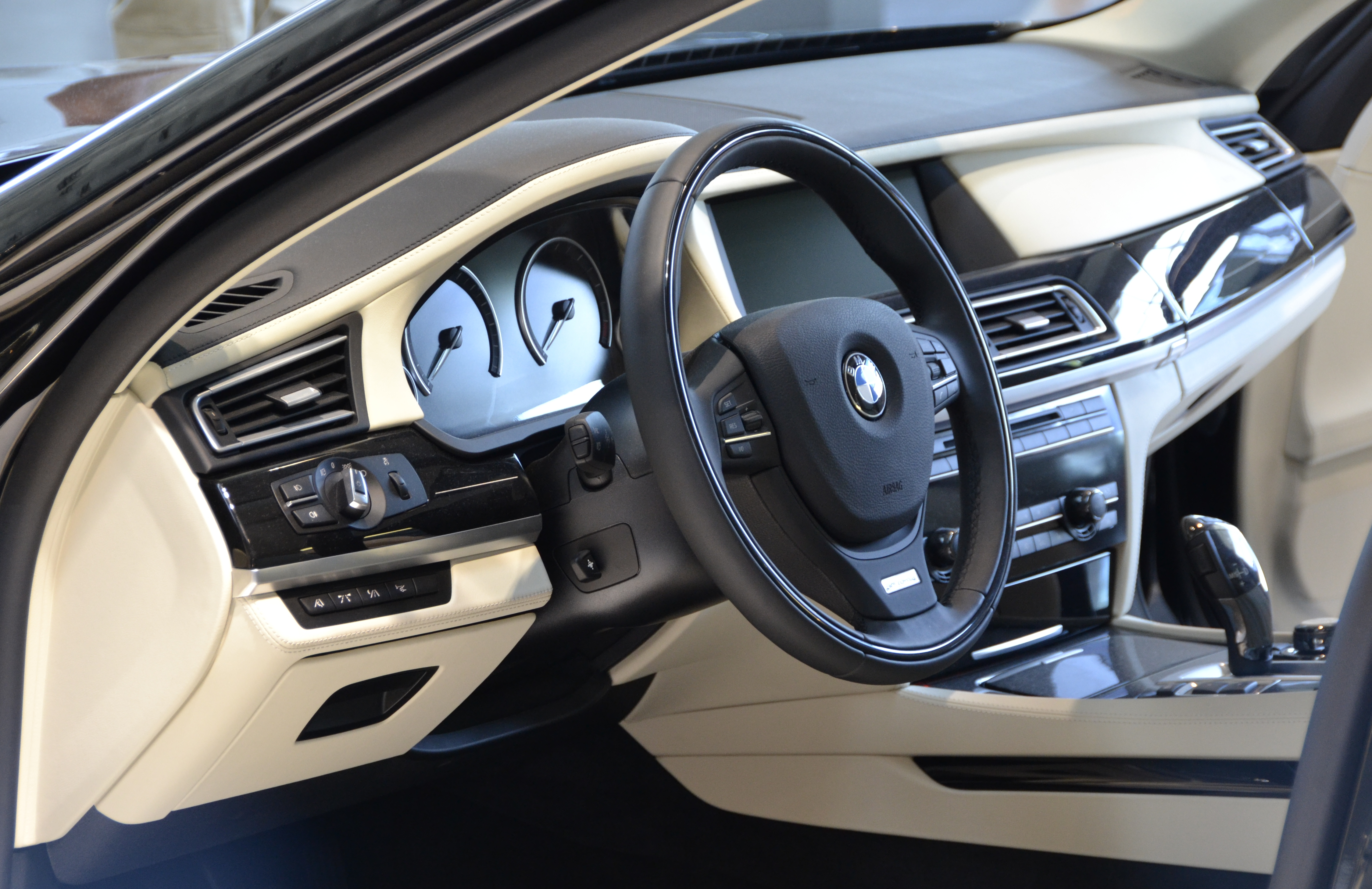
Tableau de bord
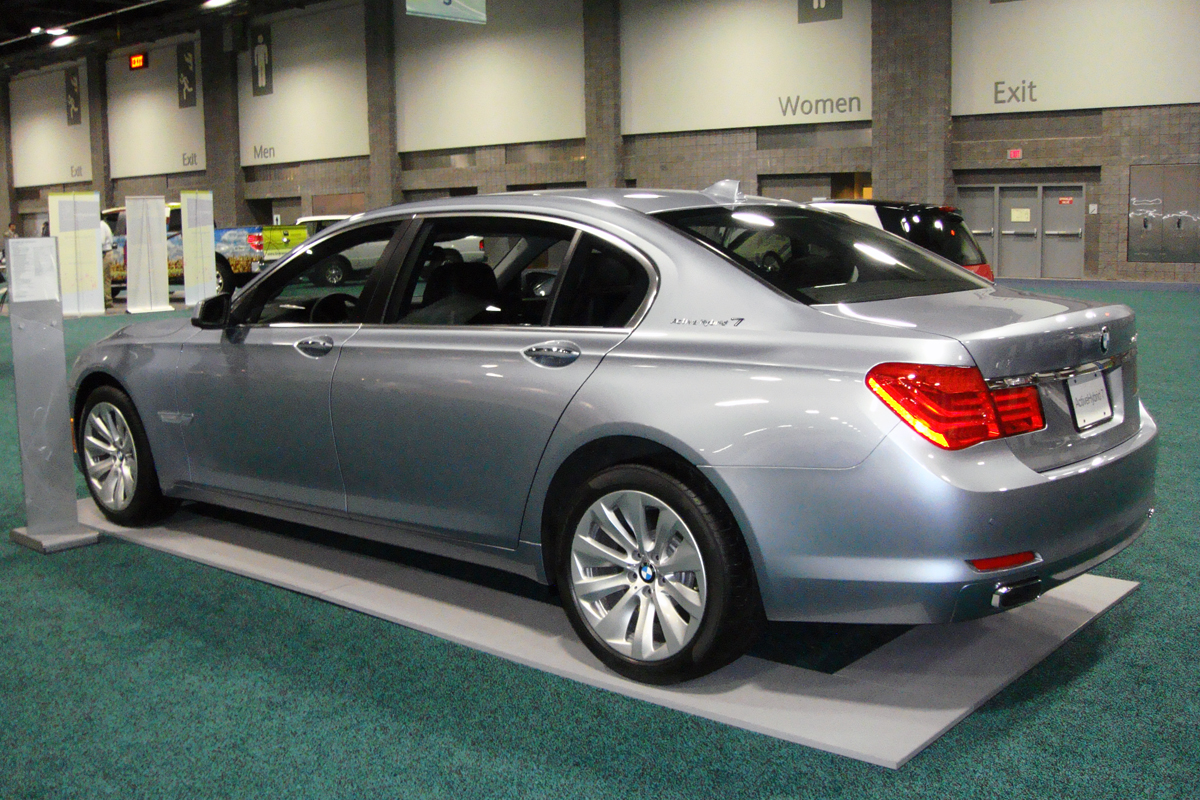
BMW ActiveHybrid 7

### Lifting

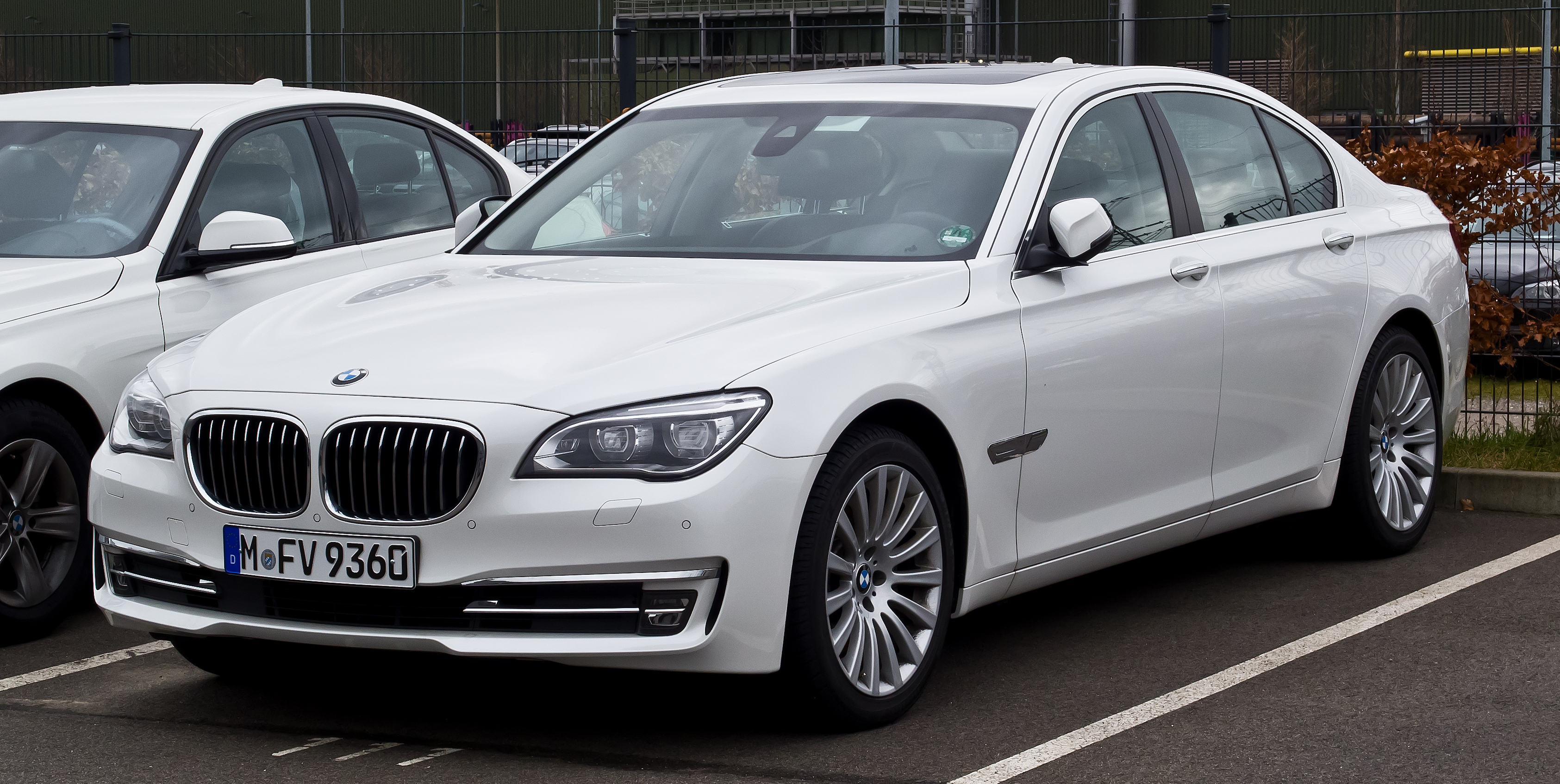
BMW 730d xDrive (2012–2015)

En juillet 2012, la gamme a subi un subtil lifting.
Extérieurement, le modèle révisé de la Série 7 ne peut être reconnu que par la calandre BMW légèrement modifiée, les pare-chocs et les phares modifiés.
À l'intérieur se trouvent des sièges plus minces, un nouvel écran central avec optique 3D et différents graphiques d'affichage (Rot, Blau et Grün), une transmission automatique ZF à huit rapports de série, des phares entièrement à LED et une électronique révisée pour l'assistant de feux de route à LED (assistant de feux de route anti-éblouissement Selective Beam de BMW et marquage piéton Dynamic Light Spot).
Trois nouveaux modèles ont également été introduits :
La 740i (moteur essence six cylindres en ligne de 3,0 litres) avec une puissance maximale de 235 kW, la 750i (moteur essence V8 de 4,4 litres) avec une puissance maximale de 330 kW et la 750d xDrive (moteur diesel six cylindres en ligne de 3,0 litres) avec une puissance maximale de 280 kW.

## Équipement
- Cockpit orienté vers le conducteur avec technologie Black Panel pour l’affichage (un écran pour tous les instruments du tableau de bord, sur lequel sont collés des anneaux chromés; avec affichage à écran variable des affichages et des pointeurs[8])
- Sélecteur de vitesse électronique de la transmission automatique standard déplacé vers la console centrale (cela se situait sur le volant dans la prédécesseure)
- IDrive avec écran haute résolution de 7 pouces (10,2 pouces pour le système de navigation principal, en supplément)
- Contrôle de la dynamique de conduite avec les niveaux «ECO PRO», «COMFORT+», «COMFORT», «SPORT» et «SPORT+» (modification du châssis, de la direction, du moteur et de la transmission)

Dans la F01, il y avait plusieurs systèmes d'assistance à la conduite tels que :
- Radar de régulation de distance avec fonction Stop & Go (accélération automatique depuis l'arrêt et décélération jusqu'à l'arrêt) et système anti-collision
- Assistant de changement de voie
- Alerte de franchissement involontaire de ligne
- Assistant de vision nocturne "Night Vision" (avec reconnaissance de personne). Avec Dynamic Light Spot qui éclaire les piétons détectés à partir de 07/2012
- Affichage tête haute
- XDrive (seulement pour les 750i, 750li, 750d, 750ld, 740d et 730d)
- Vue panoramique (le véhicule s'affiche en vue plongeante sur l'écran de contrôle)
- Caméra de recul
- Vue de côté (deux caméras dans les ailes avant regardant à gauche et à droite)
- Reconnaissance des panneaux de signalisation. A cet effet, une caméra contrôle les panneaux routiers avec limitation de vitesse. Ceux-ci sont affichés sur le compteur de vitesse et sur l'affichage tête haute.
- Commutateur de l'expérience de conduite pour l’Adaptive Drive (stabilisation du roulis), suspension active et suspension pneumatique avec niveau de contrôle sur l’essieu arrière

## Technologie

### Motorisation et transmission

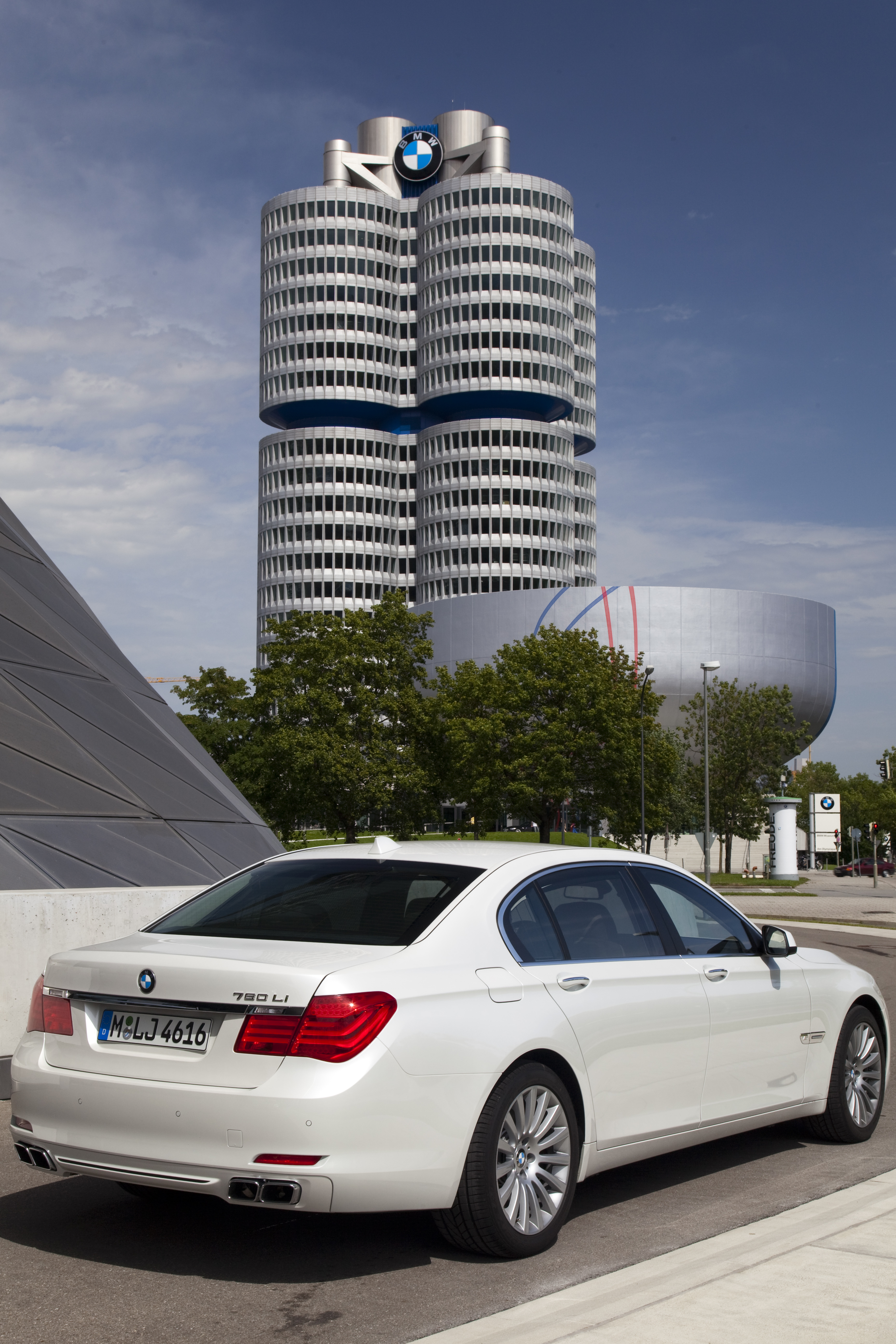
BMW 760Li avec doubles sorties d'échappement trapézoïdales à double face garée devant la tour BMW

La Série 7 était initialement disponible avec trois variantes de moteur : La 740i est équipée d'un moteur six cylindres en ligne de trois litres avec deux turbocompresseurs qui délivre une puissance maximale de 240 kW et qui a une consommation standard de 9,9 litres aux 100 kilomètres avec de l’essence Super Plus. La 750i avec un moteur V8 de 4,4 litres, qui dispose également de deux turbocompresseurs, a une puissance maximale de 300 kW et consomme 11,4 litres aux 100 kilomètres avec de l’essence Super Plus. Initialement, la seule version à moteur diesel était la 730d avec un moteur six cylindres en ligne de trois litres, une puissance maximale de 180 kW et une consommation standard de 7,2 litres aux 100 kilomètres avec du carburant diesel.
La 760i et la 740d avec un moteur diesel six cylindres en ligne biturbo nouvellement développé délivrant une puissance maximale de 225 kW ont été introduits plus tard. En raison de la conception biturbo et malgré des performances nettement supérieures, la 740d a presque la même consommation de carburant que la 730d selon le cycle standard, elle sape ainsi les autres véhicules de luxe a moteurs diesel en termes de performances, et même de manière significative dans certains cas.
Les composants pour la propulsion hybride légère ont été développés en coopération avec Daimler. Un convertisseur catalytique de stockage (terme marketing BluePerformance Technology par BMW) était également disponible pour la 730d/Ld, censé réduire les émissions d'oxyde d'azote et ainsi atteindre la norme Euro 6.
Avec le lifting, qui était disponible à partir du 21 juillet 2012,, les moteurs ont également été révisés : la 730d a une puissance maximale de 190 kW, tandis que la 740d a maintenant 230 kW. Le moteur diesel à triple charge (charge en plusieurs étapes) d'une puissance maximale de 280 kW de la 750d xDrive était nouveau. La 750i est passée à une puissance maximale de 330 kW et la 740i à une puissance maximale de 235 kW, la 760i avec moteur V12 est restée inchangée. Le système de transmission intégrale XDrive était de série dans la BMW 750d et disponible en option dans les 730d, 740d et 750i.

### Sécurité
Toutes les F01 ont un système anti-blocage des roues (avec assistance au freinage d'urgence et commande de freinage en virage) ceinture de sécurité sur tous les sièges avec butée de ceinture et prétensionneur de ceinture sur les sièges avant et un correcteur électronique de trajectoire avec contrôle de stabilité automatique (appelés contrôle de stabilité dynamique et contrôle dynamique de la traction par BMW). Au total, elles ont huit airbags (un pour le conducteur, un pour le passager avant, quatre airbags de tête, un airbag latéral pour le conducteur et un autre pour le passager avant) et des appuie-têtes actifs à l'avant.

## Série 7 High Security (F03)
Les modèles 760Li High Security et 750Li High Security sont certifiés selon la directive de test VPAM BRV 2009 et sont classés dans la catégorie de résistance 7. Les zones non transparentes de la carrosserie correspondent à la catégorie de résistance 9. La vitesse de pointe des deux modèles est électroniquement limitée à 210 km/h. En interne, la variante High Security de la cinquième génération de la Série 7 est appelée type F03.

## Rappel
Les 750d xDrive et 750Ld xDrive ont été concernées par une campagne de rappel qui a débuté le 29 mai 2018. Des mesures remarquables des émissions lors de la conduite pratique d'une 750d xDrive par l'aide environnementale allemande dans le contexte du scandale des gaz d'échappement ont conduit à un rappel officiel par l'Autorité fédérale des transports motorisés. Les « dispositifs d'invalidation » inadmissibles existants dans la commande moteur doivent être supprimés par une mise à jour logicielle.

## Récompenses
- Vainqueur du choix des lecteurs 2009 du magazine Auto, Motor und Sport avec 26,1 % des votes dans la catégorie luxueuse[13]
- IF Product Design Award 2009[14]
- Red Dot Design Award 2009[14]